# Фландрська кампанія
Фландрська кампанія (англ. Campaign in Flanders) тривала з 1793 до 1795 року на початку Революційних війн. Союзники мобілізували військові сили на кордонах Франції, щоб попередити поширення революційного руху Європою. Найбільше угрупування цих військ було зосереджено на французько-фландрському кордоні. До цього угрупування входили англо-ганноверська, голландська, гессенська та австрійська армії.
В результаті війни, в якій Франція здобула повну перемогу, було анексовано Австрійські Нідерланди, а Батавська республіка стала французьким сателітом.